# Sarracenia oreophila
Sarracenia oreophila (Kearney) Wherry, 1933 è una pianta carnivora appartenente alla famiglia Sarraceniaceae, endemica del Nord America.
L'epiteto specifico "oreophila" deriva dal greco  "òros" (= montagna) e "phìlos" (= amico, amante): questa specie infatti vive prevalentemente in zone montuose.

## Distribuzione e habitat

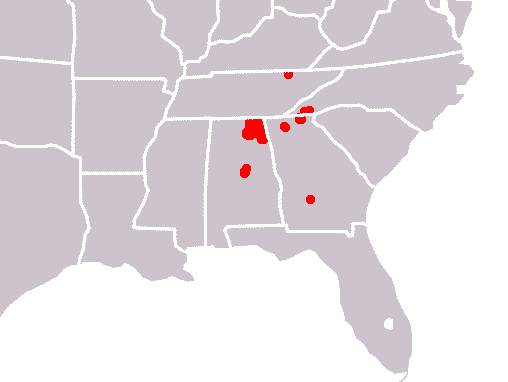

Ha un areale frammentato che comprende alcune torbiere in Alabama, Carolina del Nord e Georgia.

## Conservazione
La IUCN Red List classifica S. oreophila come specie in pericolo critico di estinzione (Critically Endangered).